# Venus (thần thoại)
Venus (Latin cổ điển: /ˈwɛ.nʊs/) (thần Vệ Nữ) là nữ thần trong thần thoại La Mã. Thần Venus được coi như tương đương với nữ thần Aphrodite trong thần thoại Hy Lạp. Venus là vị thần của tình yêu, cái đẹp, tình dục, sinh sản, bảo vệ nữ quyền. Tên của bà được đặt cho Sao Kim

## Hình tượng
Trong thần thoại La Mã, bà là mẹ của người La Mã qua con trai của bà, Aeneas, người sống sót trong cuộc chiến thành Troy và chạy sang Italy. Julius Caesar cho rằng bà là tổ tiên của mình.

## Hình ảnh Venus trong nghệ thuật

### Điêu khắc
- Tượng thần Vệ Nữ

## Hình ảnh

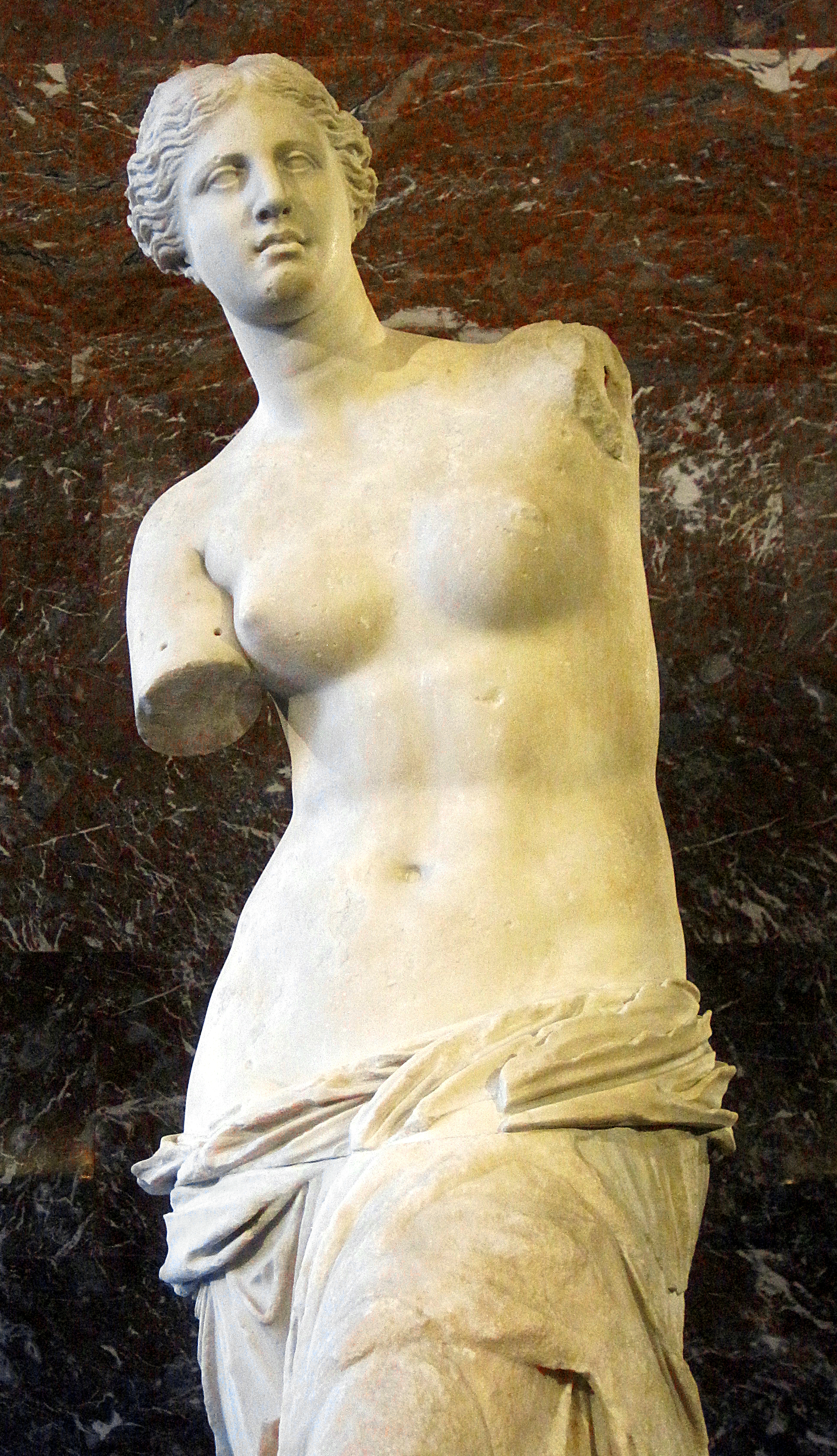
Tượng thần Vệ Nữ Milo
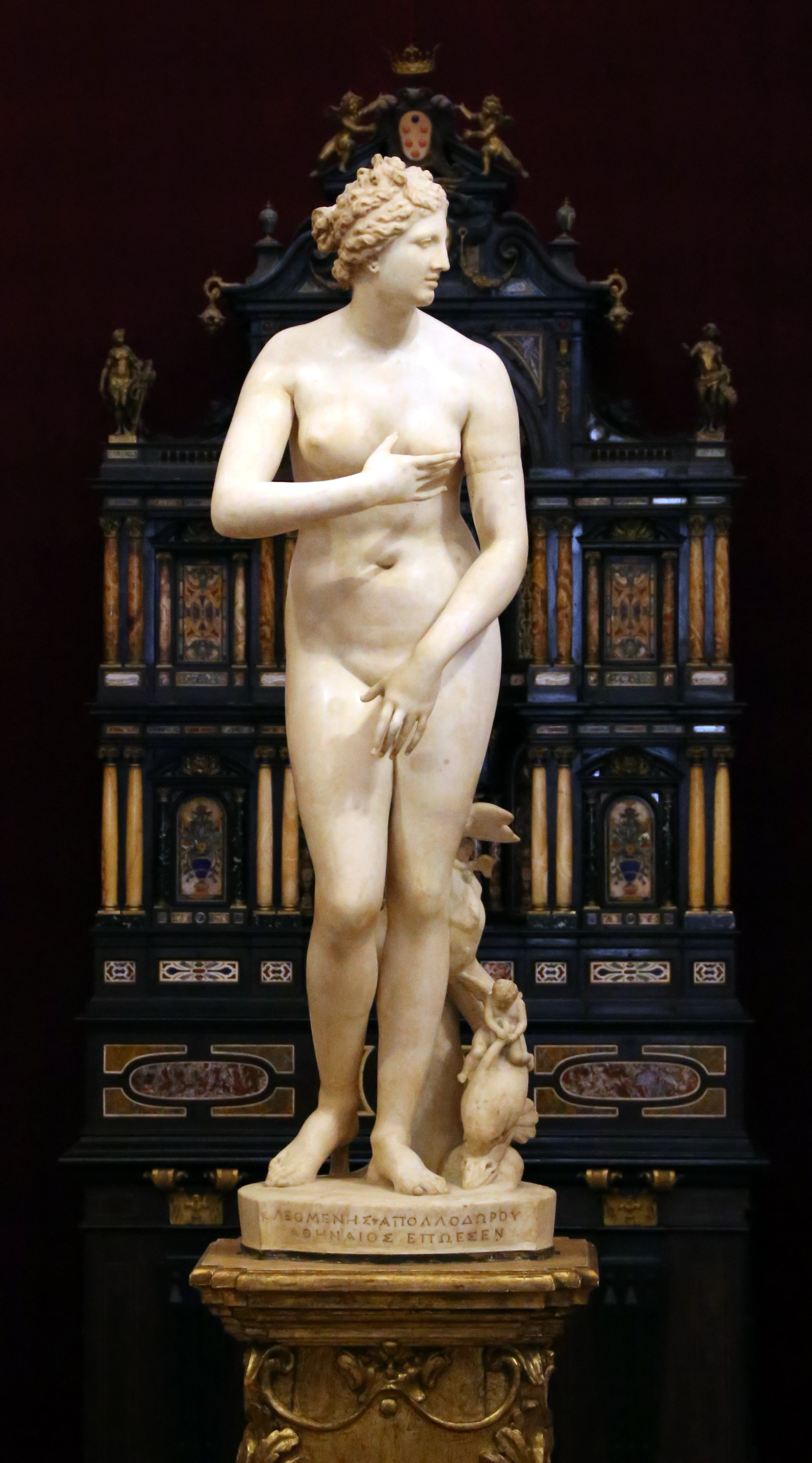
Tượng Vệ nữ Medici
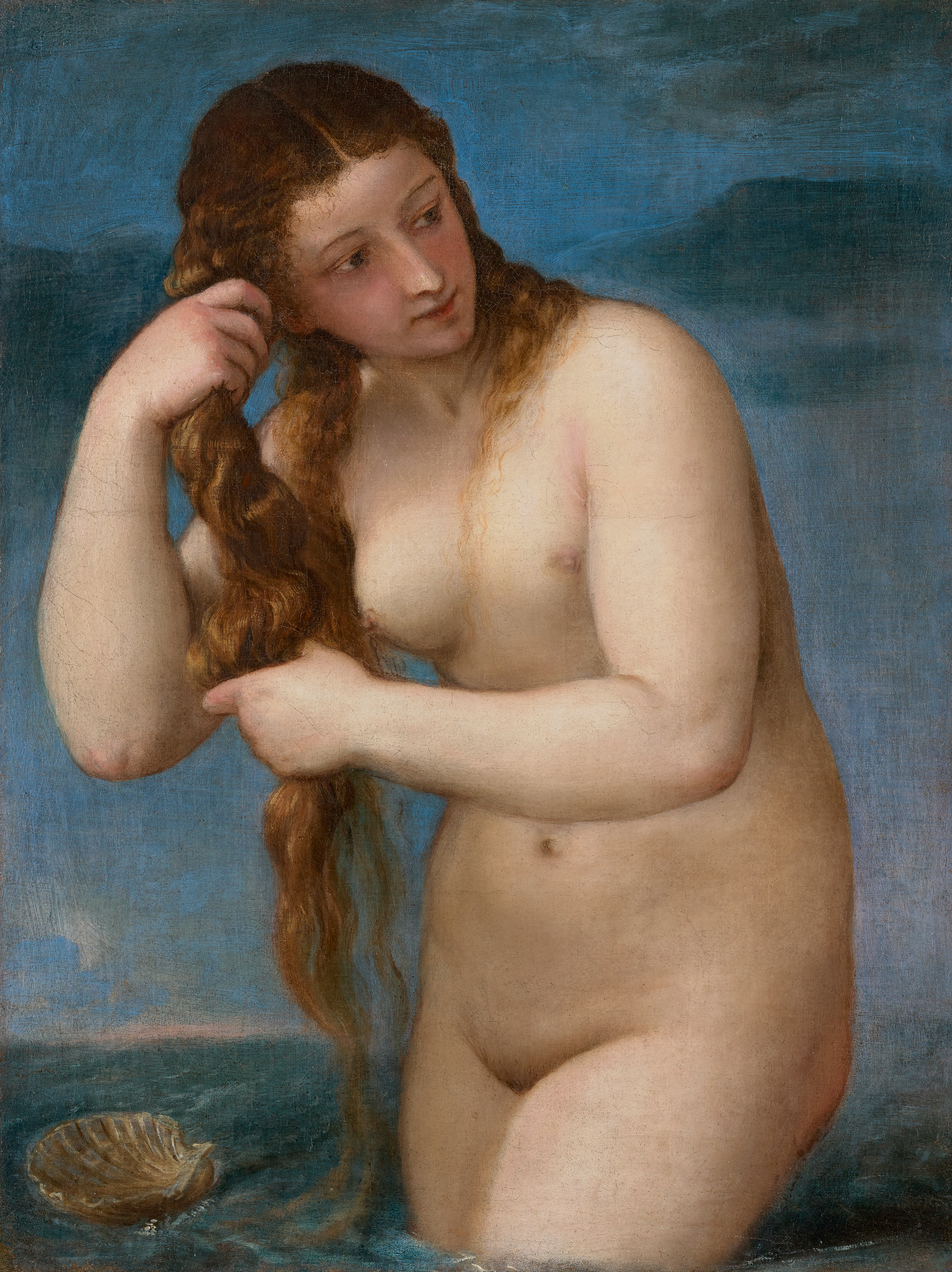
Venus Anadyomene (ca. 1525) by Titian
Venus with a Mirror (ca. 1555) by Titian
Venus by Frans Floris, Hallwyl Museum
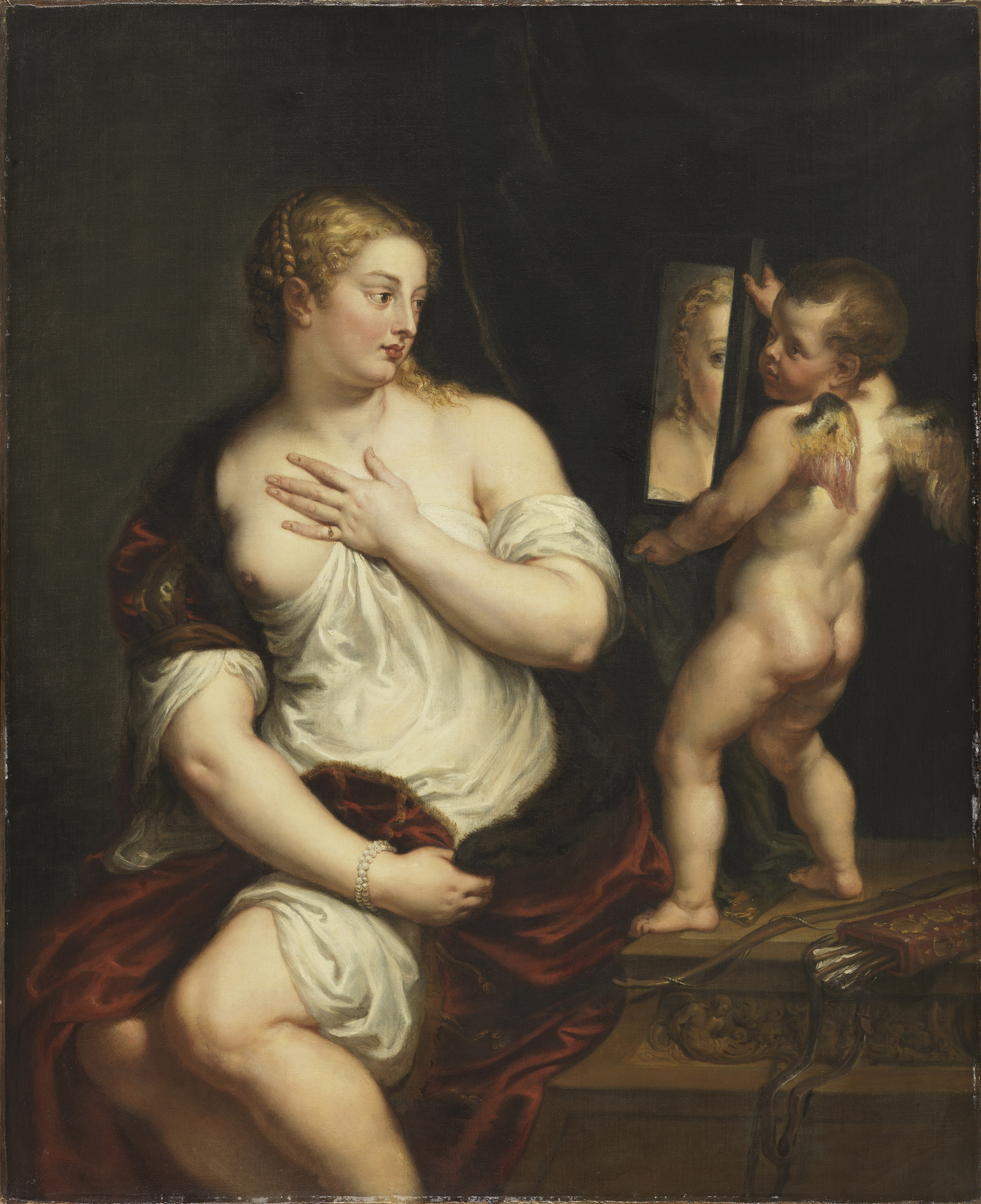
Venus looking in the mirror, with Cupid attending, painting ca. 1650 - 1700, by Peter Paul Rubens
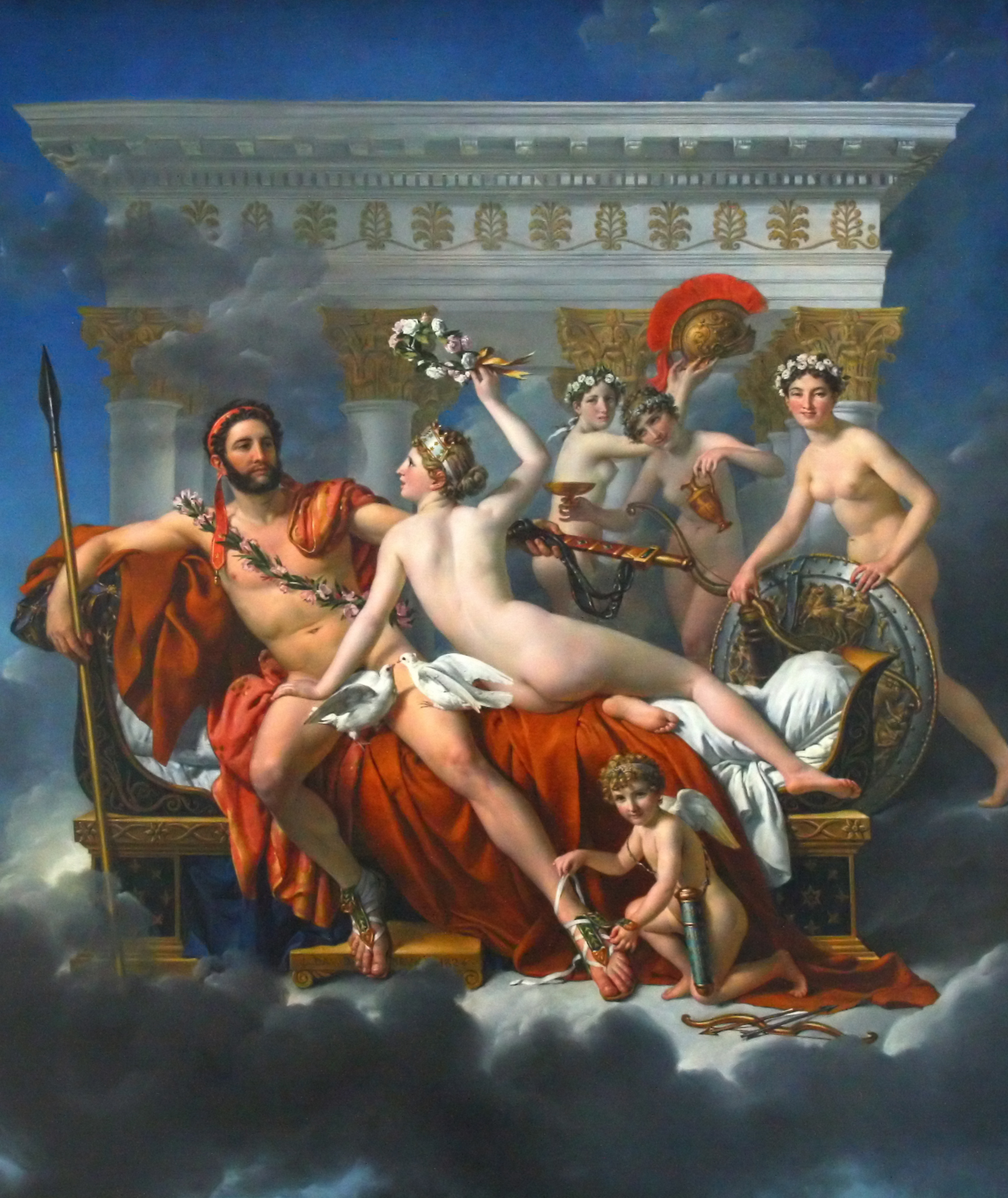
Mars Being Disarmed by Venus (1822–25) by Jacques-Louis David
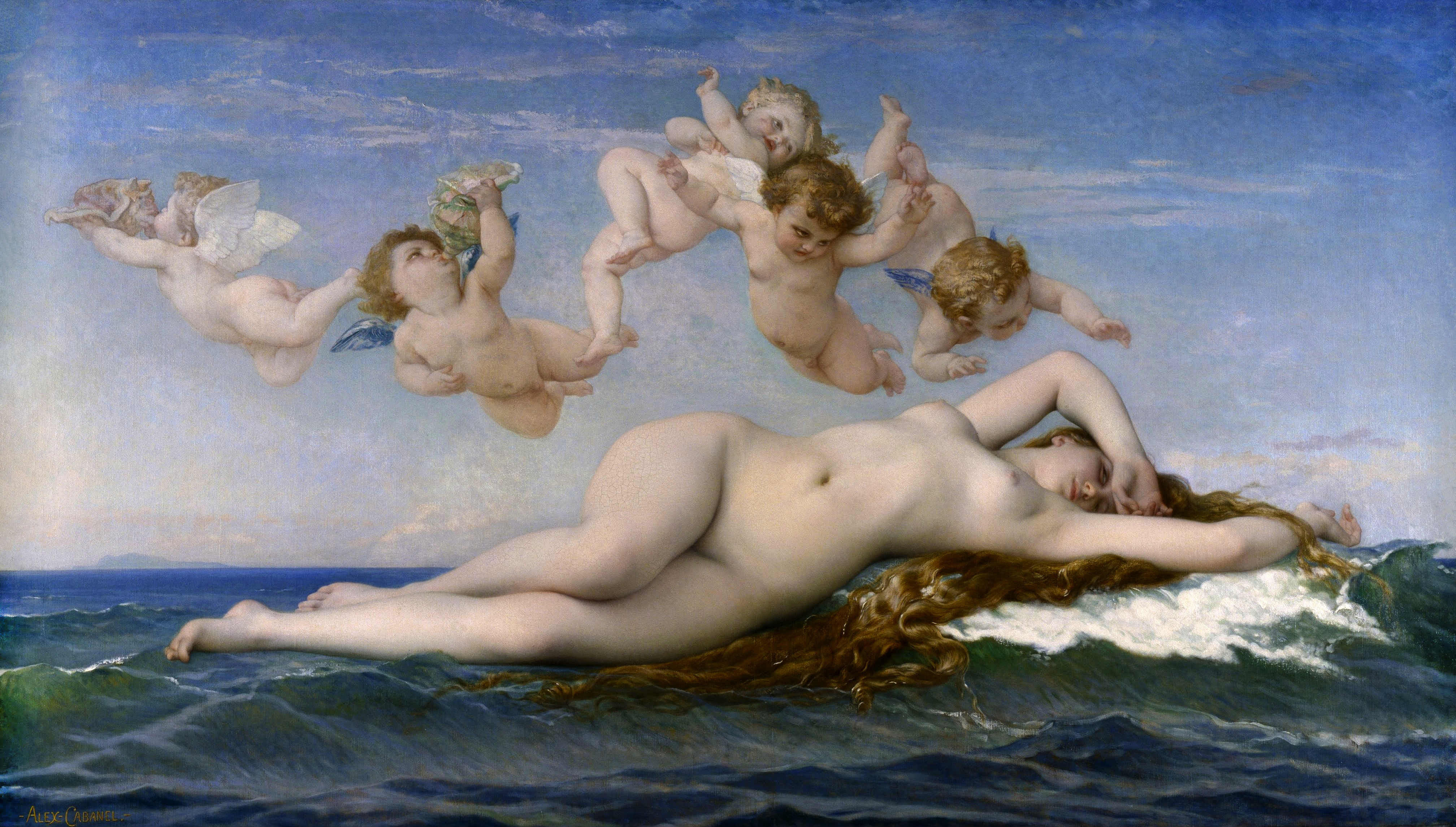
Birth of Venus (1863) by Alexandre Cabanel
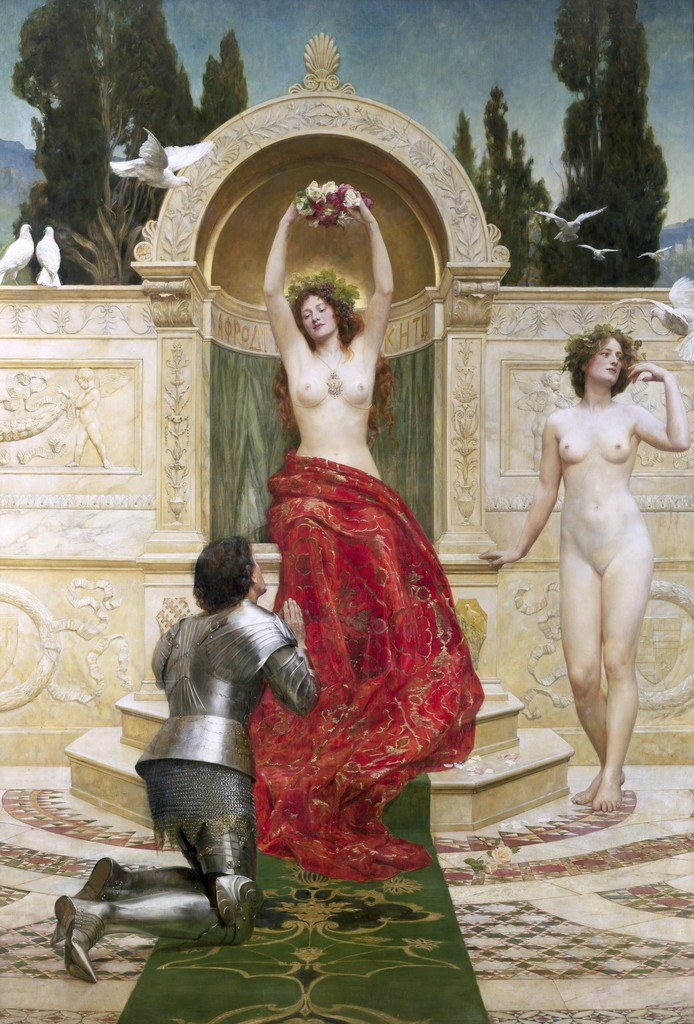
Tannhäuser in the Venusberg (1901) by John Collier
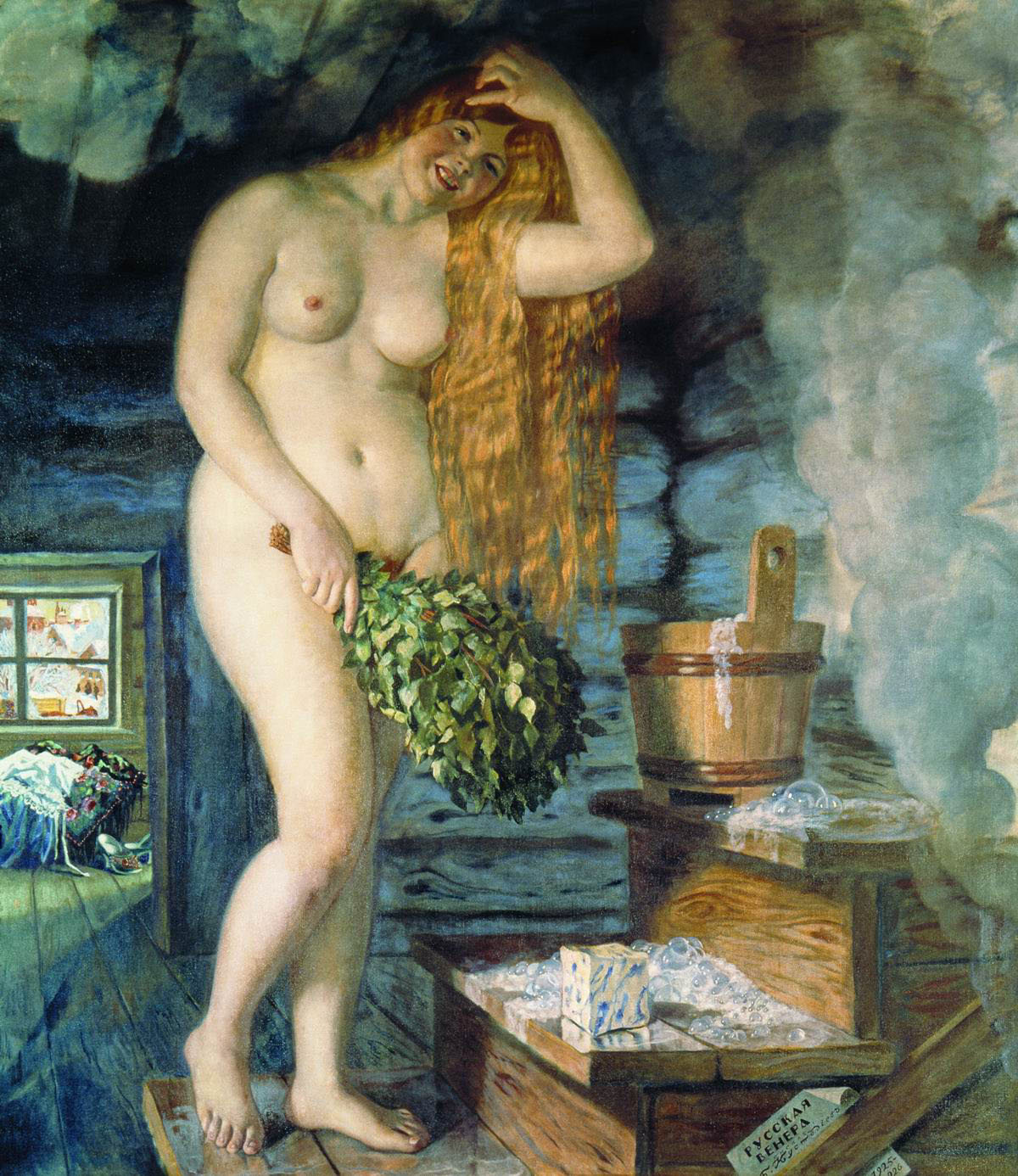
Russian Venus  (1926) by Boris Kustodiev
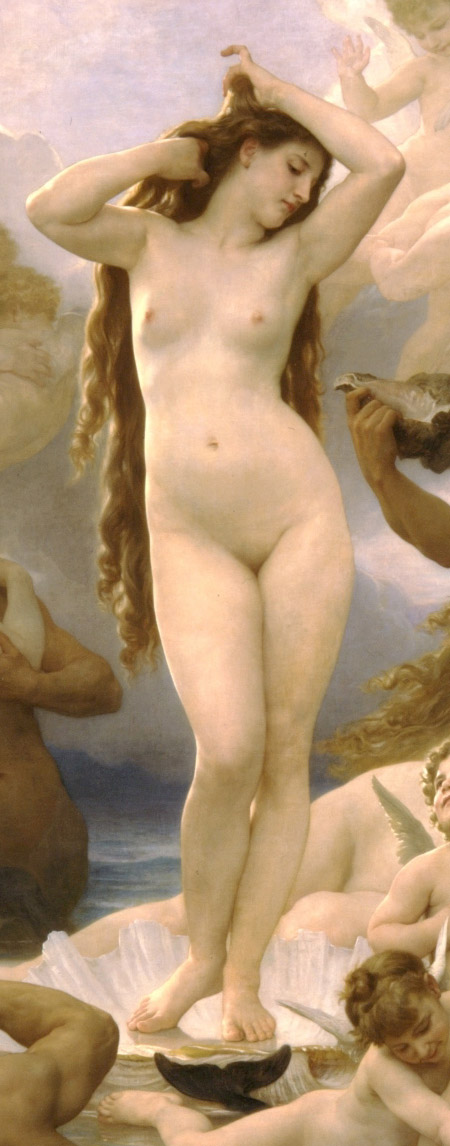
La Naissance de Vénus (Sự ra đời của thần Vệ Nữ) củaWilliam-Adolphe Bouguereau trong bảo tàng Orsay